# Ronde van Italië 2021/Negende etappe
De negende etappe van de Ronde van Italië 2021 werd verreden op 16 mei van Castel di Sangro naar Campo Felice. Het betroft een etappe over 162 kilometer die door de organisatie gezien werd als de koninginnenrit van deze Giro. Egan Bernal toonde zich op de gravelstroken op de slotklim de beste en pakte wat tijd op zijn concurrenten. Hij nam ook de roze trui over van Attila Valter.
| Castel di Sangro – Campo Felice (162,0 km) |                  |                        |          |
| Plaats                                     | Naam             | Ploeg                  | Tijd     |
| 1                                          | Egan Bernal      | INEOS Grenadiers       | 4u08'23" |
| 2                                          | Giulio Ciccone   | Trek-Segafredo         | + 7"     |
| 3                                          | Aleksandr Vlasov | Astana-Premier Tech    | z.t.     |
| 4                                          | Remco Evenepoel  | Deceuninck–Quick-Step  | + 10"    |
| 5                                          | Daniel Martin    | Israel Start-Up Nation | z.t.     |
| 6                                          | Damiano Caruso   | Bahrain-Victorious     | + 12"    |
| 7                                          | Romain Bardet    | Team DSM               | z.t.     |
| 8                                          | Marc Soler       | Movistar Team          | z.t.     |
| 9                                          | Daniel Martínez  | INEOS Grenadiers       | z.t.     |
| 10                                         | João Almeida     | Deceuninck–Quick-Step  | z.t.     |
|                                            |                  |                        |          |
| 15                                         | Koen Bouwman     | Team Jumbo-Visma       | + 31"    |

| Algemeen klassement |                  |                        |           |
| Plaats              | Naam             | Ploeg                  | Tijd      |
| Roze trui           | Egan Bernal      | INEOS Grenadiers       | 35u19'22" |
| 2                   | Remco Evenepoel  | Deceuninck–Quick-Step  | + 15"     |
| 3                   | Aleksandr Vlasov | Astana-Premier Tech    | + 21"     |
| 4                   | Giulio Ciccone   | Trek-Segafredo         | + 36"     |
| 5                   | Attila Valter    | Groupama-FDJ           | + 43"     |
| 6                   | Hugh Carthy      | EF Education-Nippo     | + 44"     |
| 7                   | Damiano Caruso   | Bahrain-Victorious     | + 45"     |
| 8                   | Daniel Martin    | Israel Start-Up Nation | + 51"     |
| 9                   | Simon Yates      | Team BikeExchange      | + 55"     |
| 10                  | Davide Formolo   | UAE Team Emirates      | + 1'01"   |
|                     |                  |                        |           |
| 30                  | Koen Bouwman     | Team Jumbo-Visma       | + 11'20"  |

## Opgaves
- Clément Champoussin (AG2R-Citroën): Opgave tijdens de etappe wegens ziekte.
- Jasper De Buyst (Lotto Soudal): Opgave tijdens de etappe.
- Tomasz Marczyński (Lotto Soudal): Niet gestart vanwege de gevolgen van een eerdere coronabesmetting uit 2020.
- Matej Mohorič (Bahrain-Victorious): Opgave vanwege een val in de afdaling van de Passo Godi vanwege een gebroken voorvork.

1e etappe ·
2e etappe ·
3e etappe ·
4e etappe ·
5e etappe ·
6e etappe ·
7e etappe ·
8e etappe ·
9e etappe ·
10e etappe ·
11e etappe ·
12e etappe ·
13e etappe ·
14e etappe ·
15e etappe ·
16e etappe ·
17e etappe ·
18e etappe ·
19e etappe ·
20e etappe ·
21e etappe
Startlijst · Eindstanden · Afbeeldingen